# Gagea pusilla
Gagea pusilla är en liljeväxtart som först beskrevs av Franz Wilibald Schmidt, och fick sitt nu gällande namn av Robert Sweet. Gagea pusilla ingår i Vårlökssläktet och i familjen liljeväxter. Inga underarter finns listade.

## Bildgalleri

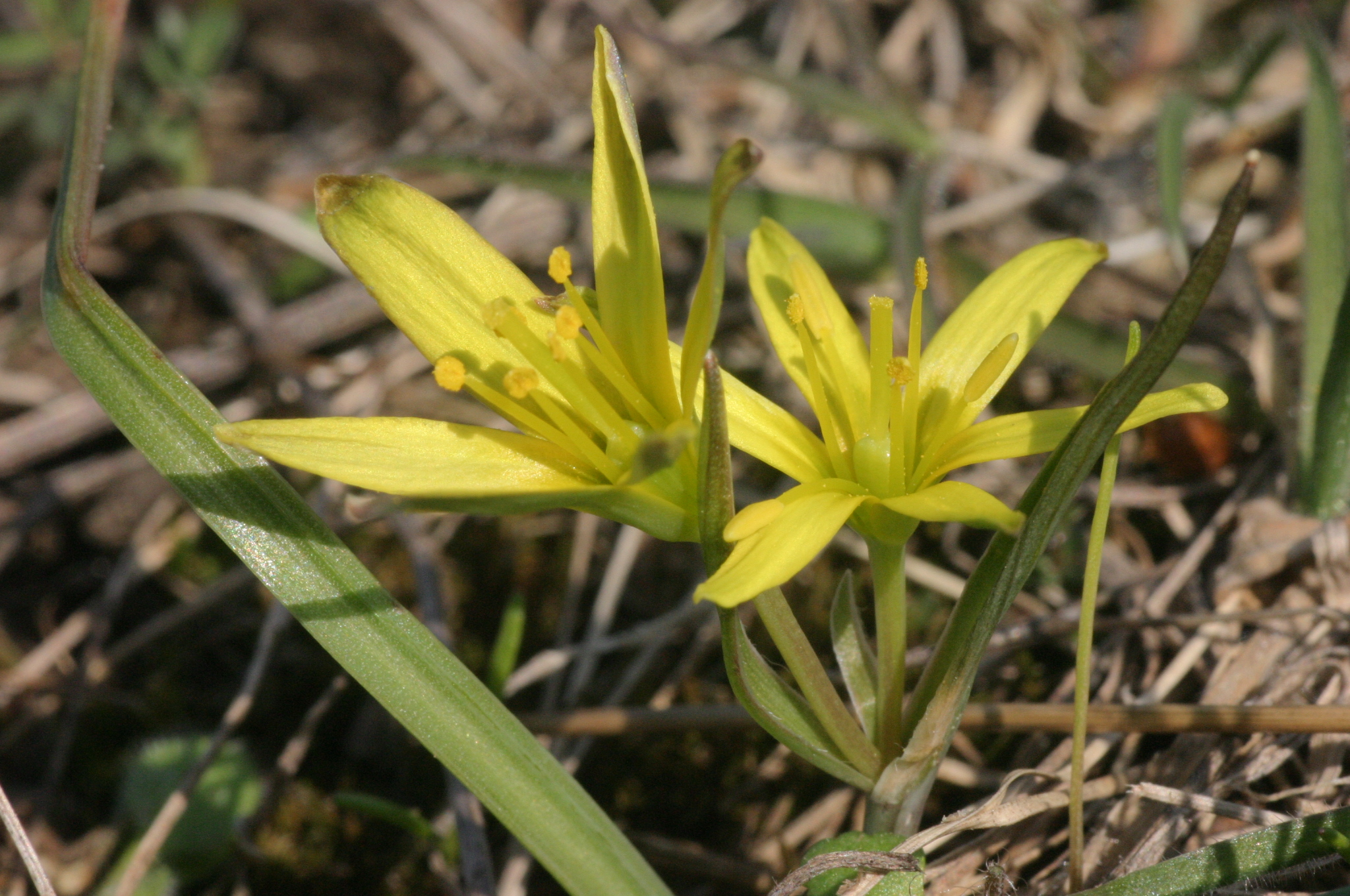